# Oder
Oder – rzeka w Niemczech w Dolnej Saksonii o długości ok. 56 km. Prawy dopływ Rhume w dorzeczu Wezery. 
Źródło rzeki znajduje się w górach Harzu w pobliżu miasta Sankt Andreasberg. Płynie ku południowemu wschodowi przez gminy Bad Lauterberg im Harz, Pöhlde i Hattorf am Harz. W miejscowości Katlenburg-Lindau zasila Rhume.
Główne dopływy:
- Sieber (P)
- Söse (P)